# Odontophrynus carvalhoi
Espèce
Statut de conservation UICN

 LC  : Préoccupation mineure
Odontophrynus carvalhoi est une espèce d'amphibiens de la famille des Odontophrynidae.

## Répartition
Cette espèce est endémique du Nord-Est du Brésil. Elle se rencontre au-dessus de 500 m d'altitude, :
- au nord du Minas Gerais ;
- dans l'État de Bahia ;
- au Sergipe ;
- en Alagoas ;
- au Pernambouc ;
- au Paraíba ;
- au Rio Grande do Norte ;
- au Ceará ;
- au Piauí.

## Étymologie
Cette espèce est nommée en l'honneur d'Antenor Leitão de Carvalho.

## Publication originale
- Savage & Cei, 1965 : A review of the leptodactylid frog genus, Odontophrynus. Herpetologica, vol. 21, no 3, p. 178-195.